# Тиват
Ти́ват (черног. Тиват, итал. Teodo, др.-греч. Θείοδος) — город в Черногории. Расположен на берегу Которского залива Адриатического моря. Город расположен на полуострове Врмац, на южном склоне одноимённого горного массива.

## Общее описание
Тиват — административный центр Тиватского муниципалитета, площадь которого составляет 46 км² (это самый маленький по площади муниципалитет в Черногории).

## История
Предположительно, Тиват был основан в III веке до н. э. Считается, что название города произошло от имени иллирийской королевы Теуты (др.-греч. Τεύτα).
В Средние века плодородные земли вокруг Тивата принадлежали патрицианским семьям Котора, которые приобрели здесь большие поместья.
В XIV—XV веках Тиват был важным религиозным центром, так как в монастыре Михаила Архангела, находящемся на Острове Цветов рядом с городом (т. н. Михольска Превлака), с XIII века располагалась резиденция православного митрополита Зеты.
С 1420 года Тиват, как и многие другие города Боки Которской, вошёл в состав Венецианской республики как часть провинции «Албания Венета» под итальянским названием Теодо (Theodo).
В последующие столетия судьба Тивата не отличалась от судьбы всей Боки Которской — венецианское господство до 1797, краткий период французского правления в составе Иллирийских провинций, австрийское владычество до 1918, вхождение в состав Югославии до её распада. В настоящее время город является частью независимой Черногории.

## Население
Перепись 2003 года насчитала в Тиватском муниципалитете 13 630 жителей (это самый маленький по численности населения муниципалитет в Черногории). Население собственно Тивата — 9467 жителей.

## Туризм
В Тивате много интересных достопримечательностей, например, остров Михольска Превлака, также известный как Остров Цветов (Prevlaka, Ostrvo Cvijeća), остров Св. Марка (Ostrvo Sveti Marko) и один из лучших в Черногории пляжей Плави Хоризонти (Plavi Horizonti). Летом в Тивате проходят различные спортивные и культурные события, такие как Бокельская Олимпиада и Летний Фестиваль.
Также в городе есть ботанический сад с экзотическими растениями, которые местные моряки привозили из заморских путешествий.

## Экономика
Тиват получил статус города позднее всех других городов Боки Которской — в XIX веке, после того как в 1889 году здесь был построен Морской Арсенал для кораблей австро-венгерского флота. Во времена Югославии здесь располагалась ремонтная база югославского ВМФ.
Канадский бизнесмен Петер Мунк (Peter Munk) построил на месте верфи Морского Арсенала самую роскошную на Адриатике яхтенную марину для супер-яхт под названием «Порто Монтенегро» (Porto Montenegro). При марине действует музей «Собрание морского наследия».

## Транспорт

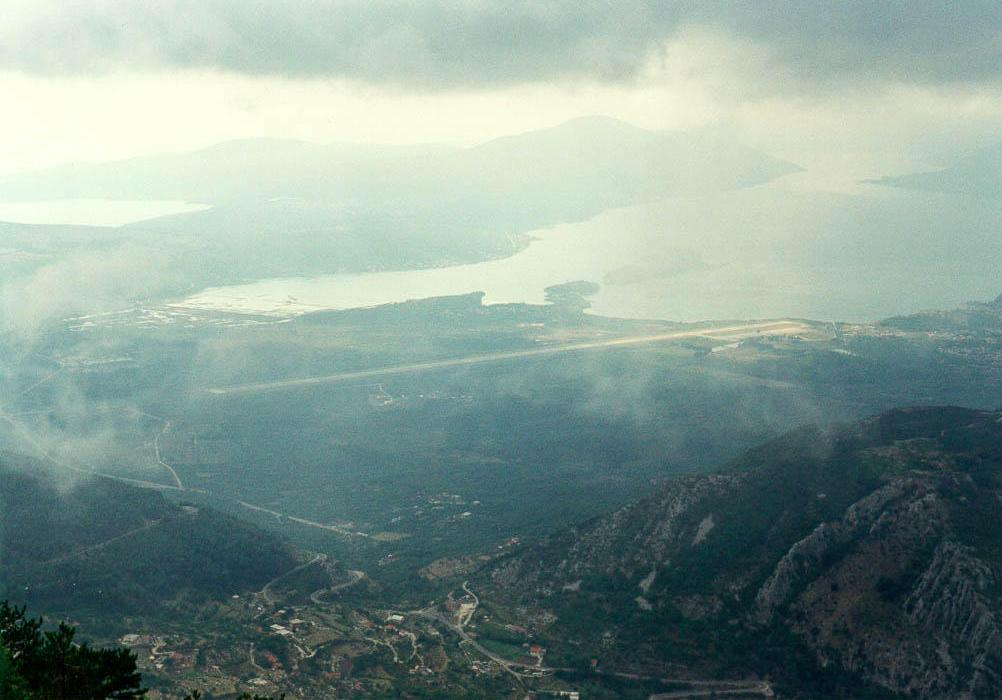
Тиватский аэропорт

Тиват соединён с остальной частью Черногории двухполосной автодорогой — т. н. Адриатической трассой (Jadranska magistrala).
Неподалёку от города действует паромная переправа Каменари-Лепетане через пролив Вериге, позволяющая не объезжать Боку Которску на пути в Хорватию.
Поблизости от города, в долине Грбаль, расположен Тиватский аэропорт, один из двух международных аэропортов Черногории. Отсюда совершаются регулярные рейсы во многие крупные европейские города. Во время туристического сезона (с апреля по октябрь) из Тивата совершаются ежедневные чартерные рейсы во многие города мира.
Ночью аэропорт рейсы не принимает из-за отсутствия освещения взлетно-посадочной полосы (планировалось к созданию в 2009 году, на апрель 2013 года освещения нет). Аэропорт был перестроен в гражданский из военного аэродрома в конце XX века.

## Города-побратимы
- Дания — Раннерс
- Испания — Барселона
- Италия — Чивитавеккья
- Россия — Алексин
- Сербия — Сремски-Карловци